# Я
La Я, minuscolo я, chiamata ja, è una lettera dell'alfabeto cirillico. Rappresenta la vocale iotizzata IPA /ja/. È la 33ª ed ultima lettera dell'alfabeto cirillico russo. All'apparenza sembra la versione speculata della lettera latina R. Nella lingua russa, la parola Я è il pronome personale "io". Un detto popolare basato su questo fatto, "ja è l'ultima lettera dell'alfabeto" (Я последняя буква алфавита), viene usato per insegnare ai bambini la modestia e l'umiltà. Curiosamente, nell'antico alfabeto cirillico il nome "az" (азъ) per la prima lettera (А) stava anch'esso per "io".
| Lettera cirillica | Pronuncia IPA | Trascrizione scientifica | Trascrizione inglese | Trascrizione tedesca | Trascrizione francese |
| ----------------- | ------------- | ------------------------ | -------------------- | -------------------- | --------------------- |
| Я                 | /ja/          | ja                       | ya                   | ja                   | a, ia, ïa             |

## Storia

A iotizzata

La Я è in realtà un ibrido di due lettere storiche. Una è la A iotizzata (Ꙗ), una legatura di І e А, simile alle lettere Ю (U iotizzata) e Ѥ (E iotizzata). L'altra è la jus piccola (Ѧ). Nel tempo, la distinzione fonetica fra Ꙗ e Ѧ è andata perduta, e quando Pietro il Grande introdusse la scrittura civile nel 1708 la sola lettera Я sostituì entrambe. Così, Я è una tarda aggiunta all'alfabeto cirillico. Essa non esiste negli alfabeti glagolitico, greco o latino, e non possiede valore numerico o altro nome che non ja.
In Unicode, la A iotizzata (Ꙗ) è stata inserita con Unicode 5.1.

## Codici
| Codifica     | Tipo      | Binario          | Esadecimale | Ottale | Decimale |
| ------------ | --------- | ---------------- | ----------- | ------ | -------- |
| Unicode      | Maiuscolo | 0000010000101111 | 042F        | 2057   | 1071     |
| Unicode      | Minuscolo | 0000010001001111 | 044F        | 2117   | 1103     |
| KOI8         | Maiuscolo | 11110001         | F1          | 361    | 241      |
| KOI8         | Minuscolo | 11010001         | D1          | 321    | 209      |
| Windows-1251 | Maiuscolo | 11011111         | DF          | 337    | 223      |
| Windows-1251 | Minuscolo | 11111111         | FF          | 377    | 255      |
| ISO 8859-5   | Maiuscolo | 11001111         | CF          | 317    | 207      |
| ISO 8859-5   | Minuscolo | 11101111         | EF          | 357    | 239      |

I corrispondenti codici HTML sono &#1071; o &#x42F; per il maiuscolo e &#1103; o &#x44F; per il minuscolo.